# Jakob Špicar
Jakob Špicar, slovenski ljudski dramatik, gledališki igralec,  režiser in prevajalec, * 27. oktober 1884, Skočidol, (nemško Gottestal), Koroška, † 17. februar 1970, Ljubljana.
Rodil se je v kmečki družini očetu Janezu in materi Marjeti (rojena Trunk). Špicar je kot gledališki organizator deloval na Jesenicah, v Radovljici in na avstrijskem Koroškem; povsod je tudi režiral in igral. Napisal je okoli 80 gledaliških iger in prizorov. Njegovi najpomembnejši deli pa sta predelavi literarnih tekstov Miklove Zale (Jakoba Sketa) in Bukvice od Matjaža (Andreja Šustra-Drabosnjaka) v dramsko delo.
Špicar je tudi prevajal in prirejal gledališka besedila in bil eden prvih piscev slovenskih radijskih iger.